# Marion (Wirginia)
Marion – miasto w Stanach Zjednoczonych, w stanie Wirginia, w hrabstwie Smyth.